# مايلز فيري
مايلز فيري هو سياسي أمريكي، ولد في 22 سبتمبر 1932 في بريغهام سيتي في الولايات المتحدة، وتوفي في 31 مارس 2017. نشط حزبياً في الحزب الجمهوري. وقد انتخب عضو مجلس نواب ولاية يوتا ‏.